# 천송이
천송이(1997년 4월 24일~)는 대한민국의 리듬 체조 선수이다.

## 경력
- 2013년
  - 아시아 선수권 대회 리듬체조 단체 은메달
  - 제38회 KBS배 전국 리듬체조 대회 고등부 개인종합 1위

## 출신 학교
- 세종초등학교
- 오륜중학교
- 서울세종고등학교
- 세종대학교 체육학과 (중퇴)
- 한국체육대학교 (17학번)

## 같이 보기
- 신수지
- 손연재
- 이다애
- 김윤희
- 김채율
- 이나경
- 김채운